# نبرد تنگه ماکاسار
نبرد تنگه ماکاسار (انگلیسی: Battle of Makassar Strait) یکی از نبردهای جنگ اقیانوس آرام بود.